# Moose Lake, Minnesota
Moose Lake är en tätort i Carlton County, Minnesota. Vid USA:s folkräkning 2020 var befolkningen i Moose Lake 2 789 personer. 
Landsvägarna Interstate 35, State Highway 27, State Highway 73, County 10 och County 61 är de största vägarna i Moose Lake. 
Moose Lake State Park ligger i närheten.

## Geografi
Enligt United State Census Bureau har orten en total area på 9,54 km2 varav 8,47 km2 utgörs av land och 1,01 km2 av vatten. 
Moose Lake ligger 40 km sydväst om Cloquet, 69 km sydväst om Duluth och 180 km norr om Minneapolis-Saint Paul. 

## Klimat
Likt resten av Minnesota har Moose Lake ett tempererat inlandsklimat med stora skillnader mellan sommar/vinter och dag/natt. Genomsnittet för den kallaste månaden, januari, är -12,8 °C och i den varmaste, juli, 19,9 °C. Den genomsnittliga årliga mängden nederbörd är 714 millimeter.

## Transport
Moose Lake Carlton County Airport ligger 5 km sydväst om tätorten. 